# Churrería

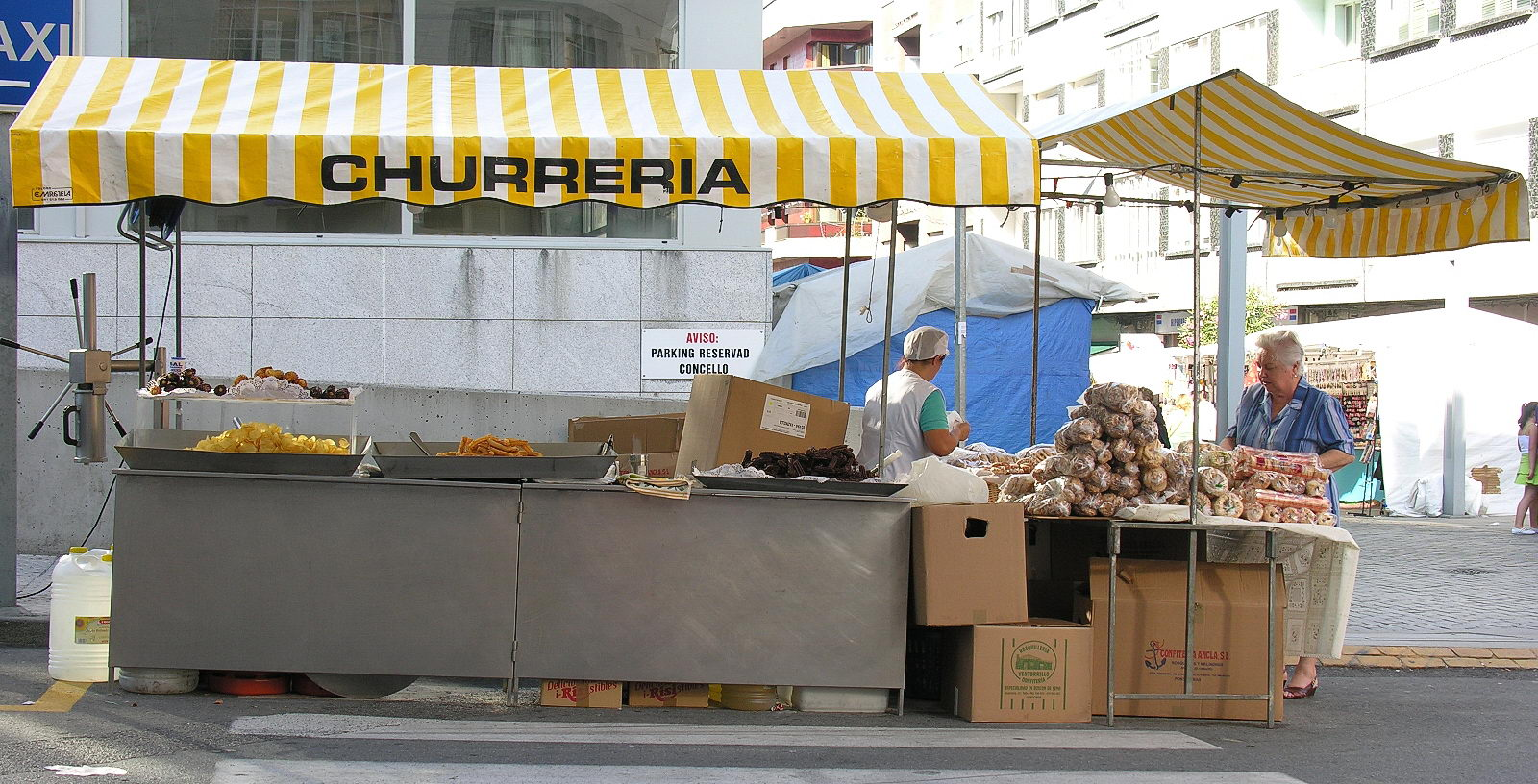
Churrería Stand, fiestas de Boiro 2006

Eine Churrería (Aussprache [ʧurreˈria]) oder Porrería (auch Fábrica de churros o porras genannt) ist ein Geschäft oder Stand, in dem Churros und Porras handwerklich hergestellt und, auch zusammen mit Trinkschokolade, verkauft werden. Manchmal werden auch weitere frittierte Süßspeisen wie Buñuelos, aber auch Kartoffelchips und Puffmais, ebenso andere Heißgetränke wie Milchkaffee angeboten. 
Diese Art von Geschäften sind meist relativ klein, manche sind Buden auf der Straße oder Imbisswagen, die sich meist an belebten Orten wie auf großen Plätzen oder an Bahnhöfen finden.